# Hofsá
Die Hofsá í Vopnafirði ist ein Fluss in Nordostisland. 

## Verlauf
Die Hofsá ist der Abfluss des Sees Sænautavatn und fließt nach 85 km bei Vopnafjörður in die Grönlandsee. Auf dem Weg nimmt sie die Wasser zahlreicher kleinerer Flüsse in sich auf. Sobald sie die Jökuldalsheiði verlassen hat, strömt sie durch das Hofsárdalur und mündet schließlich in den südlichen Vopnafjarðarbotn.

## Angeln
Die Hofsá ist ein beliebter Lachsfluss, u. a. bei Prinz Charles vom Vereinigten Königreich. Es wurden dort in den letzten Jahren zwischen 600 und über 2000 Lachse pro Jahr gefangen.